# West Carson
West Carson  est une census-designated place de Californie dans le comté de Los Angeles. En 2000, la population comptait 21 138 habitants.